# Arvid Hansen
 (mai 2019).
Si vous disposez d'ouvrages ou d'articles de référence ou si vous connaissez des sites web de qualité traitant du thème abordé ici, merci de compléter l'article en donnant les références utiles à sa vérifiabilité et en les liant à la section « Notes et références ».
Arvid Hansen (né le 1er mars 1916 à Oslo – mort le 13 février 1945) est un résistant norvégien, exécuté par les Nazis.